# Сирдинське сільське поселення
Сирди́нське сільське поселення (рос. Сырдинское сельское поселение) — адміністративна одиниця у складі Верхошижемського району Кіровської області Росії. Адміністративний центр поселення — присілок Сирда.

## Історія
Станом на 2002 рік на території сучасного поселення існували такі адміністративні одиниці:
- Сирдинський сільський округ (присілки Кікіморки, Ключі, Коробовщина, Сирда, Тютюки, Шишкарі)

Поселення було утворене згідно із законом Кіровської області від 7 грудня 2004 року № 284-ЗО у рамках муніципальної реформи шляхом перетворення Сирдинського сільського округу.

## Населення
Населення поселення становить 472 особи (2017; 475 у 2016, 468 у 2015, 477 у 2014, 474 у 2013, 485 у 2012, 488 у 2010, 553 у 2002).

## Склад
До складу поселення входять 6 населених пунктів:
| Населений пункт       | Населення, осіб (2002) | Населення, осіб (2010) |
| --------------------- | ---------------------- | ---------------------- |
| Кікіморки, присілок   | 41                     | 12                     |
| Ключі, присілок       | 3                      | 0                      |
| Коробовщина, присілок | 25                     | 8                      |
| Сирда, присілок       | 471                    | 459                    |
| Тютюки, присілок      | 0                      | 0                      |
| Шишкарі, присілок     | 13                     | 9                      |